# 黑纹石鳖
黑纹石鳖（学名：Leptochiton ater），是新石鳖目鳞侧石鳖科鳞侧石鳖属的一种。主要分布于台湾，常栖息在深海砂泥底。